# Hybogasteraceae
Hybogasteraceae là một họ nấm trong hộ Russulales. Họ này chỉ có một chi Hybogaster chỉ được tìm thấy ở miền nam Chile, và cộng sinh với các cây còn sống của Nothofagus.